# Eliza Bennettová
Eliza Hope Bennettová (nepřechýleně Bennett; * 17. března 1992 Reading Berkshire, Spojené království) je britská herečka a zpěvačka.
Již od dětství se věnovala divadlu kde hrála roli v Jemima Potts v Chitty Chitty Bang Bang v londýnském divadle Paladium. Ve filmu se poprvé objevila v deseti letech, kdy se stala profesionální herečkou a to v seriálu Zachraň mě. První větší role se dočkala ve filmu Princ a já, který se, mimo jiné, točil také v České republice, a kde vytvořila roli princezny Arabely. Další větší role přišla v roce 2005 ve filmu Kouzelná chůva Nanny McPhee, kde si zahrála po boku s herci jako Emma Thompsonová nebo Colin Firth. Zatím svou největší roli si zahrála v roce 2008, šlo o úlohu Meggie ve fantasy snímku Inkoustové srdce, adaptaci prvního dílu z trilogie od Cornelie Funkeové. Zde měla možnost si zahrát po boku s herci jako je Brendan Fraser a Paul Bettany. V roce 2009 si zahrála roli Susan v snímku From Time to Time. Ve filmu F (2010) si zahrála roli studentky Kate Andersonové. V roce 2011 hrála v dobrodružném televizním fantasy filmu Road Kill. V roce 2016 začala hrát v MTV seriálu Sweet/Vicious.

## Současnost
Kromě herectví také zpívá. Píseň My Declaration se stala titulní skladbou filmu Inkoustové srdce. V současnosti žije stále v Readingu nedaleko od Londýna a navštěvuje divadelní školu Italia Conti Theatre School v Londýně.

## Filmografie
| Rok       | Název                                 | Role              | Poznámky                            |
| --------- | ------------------------------------- | ----------------- | ----------------------------------- |
| 2002      | Zachraň mě                            |                   |                                     |
| 2004      | Princ a já                            | Princezna Arabela |                                     |
| 2005      | Kouzelná chůva Nanny McPhee           | Tora Brown        |                                     |
| 2005      | Supernova                             | Haley Richardson  | televizní film                      |
| 2006      | Agatha Christie's Marple              | Nora Johnson      | díl: „By the Pricking of My Thumbs“ |
| 2007      | Střelec v ohrožení                    | Emily Day         |                                     |
| 2008      | Inkoustové srdce                      | Meggie Folchart   |                                     |
| 2009      | Napříč časem                          | Susan             |                                     |
| 2009      | Perfect Life                          | mladá Anne        |                                     |
| 2010      | F                                     | Kate Anderson     |                                     |
| 2011      | V pařátech smrti                      | Hailey            |                                     |
| 2012      | Sněhurka bratří Grimmů                | Sněhurka          |                                     |
| 2012      | Confine                               | Kayleigh          |                                     |
| 2013      | The Midnight Beast                    | Amy               | díl: „Going Solo“                   |
| 2014      | BBC Comedy Feeds                      | Sofie             | díl: „Flat TV“                      |
| 2014      | Plebs                                 | Ambrosia          | díl: „The Election“                 |
| 2015      | Valentine's Kiss                      | Lily Whiteley     |                                     |
| 2015      | Broadchurch                           | Lisa Newbery      | 5 dílů                              |
| 2015      | Strike Back                           | Chloe Foster      | 3 díly                              |
| 2015      | H8RZ                                  | Alex / Brittany   |                                     |
| 2015      | The von Trapp Family: A Life of Music | Agathe Von Trapp  |                                     |
| 2016      | Grantchester                          | Kitty Lawson      | díl: „2.4“                          |
| 2016–2017 | Sweet/Vicious                         | Jules             | hlavní role, 10 dílů                |